# Omoedus
Omoedus là một chi nhện trong họ Salticidae.